# Ostdeutsche Landbewirtschaftungsgesellschaft
Die am 28. Februar 1940 errichtete Ostdeutsche Landbewirtschaftungsgesellschaft mbH (Ostland) war während des Zweiten Weltkriegs Trägerin der Zwangsverwaltung von land- und forstwirtschaftlichen Betrieben und Grundstücken im deutsch besetzten Polen, die die deutschen Besatzer ihren polnischen Eigentümern weggenommen hatten. Die „Ostland“ wurde 1942 in Reichsgesellschaft für Landbewirtschaftung mbH (Reichsland) umbenannt.
Die öffentliche Bewirtschaftung kam einer entschädigungslosen Enteignung der polnischen Landwirte gleich. Dem Besitzer wurde die Verfügungsgewalt über seinen Hof, sein Vieh und seine Felder samt Ernte entzogen. Gleichwohl hatte er ihn weiter zu bewirtschaften. Verkauf oder Verpachtung des Hofes oder seines Inventars waren dem Besitzer untersagt. Ein Generalverwalter der Ostland kontrollierte dies.
Die Ostdeutsche Landbewirtschaftungsgesellschaft mbH ist nicht zu verwechseln mit der Landbewirtschaftungsgesellschaft Ostland GmbH (LBGO). Die hier behandelte Ostland GmbH hatte ihren Hauptsitz in Berlin, war für Polen zuständig und dem Reichsministerium für Ernährung und Landwirtschaft (RMEL) unterstellt. Die hier nicht behandelte LBGO GmbH mit Hauptsitz in Riga war dem Reichsministerium für die besetzten Ostgebiete (RMfdbO) unterstellt und für das Reichskommissariat Ostland (Litauen, Lettland, Estland und den Generalbezirk Weißruthenien) zuständig.

## Vorgeschichte
Nach dem deutschen Überfall auf Polen im September 1939 wurde durch Erlass von Hermann Göring, dem Beauftragten für den Vierjahresplan, vom 19. Oktober 1939 die Haupttreuhandstelle Ost (HTO) gegründet, die die Verwaltung des gesamten beschlagnahmten polnischen Besitzes (auch des landwirtschaftlichen) übernahm.
Die „Verordnung über die öffentliche Bewirtschaftung land- und forstwirtschaftlicher Betriebe und Grundstücke in den eingegliederten Ostgebieten“ (Ostlandverordnung, Reichsgesetzblatt I 1940, S. 355) vom 12. Februar 1940 bezog sich auf alle land- und forstwirtschaftlichen Betriebe und Grundstücke, „die in den eingegliederten Ostgebieten gelegen sind und am 1. September 1939 nicht im Eigentum von Personen deutscher Volkszugehörigkeit gestanden“ haben.
Mit Erlass vom 28. Februar 1940 bestellte der Reichsminister für Ernährung und Landwirtschaft (RMEL), Richard Walther Darré, die „Ostdeutsche Landbewirtschaftungsgesellschaft mbH“ zur Generalverwalterin im Sinne dieser Ostlandverordnung. Die „Ostland“ nahm unter der Geschäftsführung von Ministerialdirektor Johann Dietrich Lauenstein am 1. April 1940 ihre Tätigkeit auf.

## Struktur
Alleiniger Gesellschafter der am 28. Februar 1940 errichteten Gesellschaft mit beschränkter Haftung mit Hauptsitz in Berlin und einem Stammkapital von drei Millionen Reichsmark war das Deutsche Reich.
Die „Ostdeutsche Landbewirtschaftungsgesellschaft mit beschränkter Haftung“ wurde am 27. April 1940 in das Handelsregister des Amtsgerichtes Berlin-Mitte, Abt. B, unter Nr. 58763, eingetragen.
Die Berliner Zentrale der Ostland befand sich zunächst in der Jägerstraße 8/9, später Unter den Linden 34, und gliederte sich in folgende fünf Abteilungen:
1. Landwirtschaftliche Abteilung
2. Kaufmännische Abteilung
3. Verwaltungsabteilung
4. Personalabteilung
5. Rechtsabteilung

Für den Reichsgau Wartheland wurde eine Hauptgeschäftsstelle in Posen eingerichtet. Sie war gegenüber den Zweig- und Nebenstellen im Reichsgau Wartheland weisungsberechtigt. Von 1942 bis 1943 bestand in Danzig ebenfalls eine Hauptgeschäftsstelle, die für die Zweig- und Nebenstellen im Reichsgau Danzig-Westpreußen zuständig war.
Nach dem Stand vom 27. Oktober 1941 unterhielt die Ostland Zweigstellen in Bromberg, Danzig-Oliva, Graudenz, Hohensalza, Kattowitz, Litzmannstadt, Posen und Schröttersburg und war ihnen gegenüber weisungsberechtigt. Zu ihren Aufgaben gehörte die Überwachung der finanziellen Angelegenheiten in ihren Bezirken und der ihr nachgeordneten Dienststellen.
In Frankreich befand sich die Hauptgeschäftsstelle der Reichsland in Paris; Wirtschaftsoberleitungen gab es in Laon, Charleville-Mézières, Nancy und Dijon.
Darüber hinaus betrieb die Reichsland eine Außenstelle in Den Haag, als Anwerbestelle für niederländische Landwirte für den Osteinsatz, die von Thilo von Stechow geleitet wurde. Im Laufe des Rechnungsjahres 1941/42 wurde diese Anwerbestelle an ein neues niederländisches Unternehmen abgegeben, möglicherweise an die Aktiengesellschaft Nederlandsche Oost Compagnie (NOC).
Auch in Wien betrieb die Reichsland eine Außenstelle. Im Laufe des Rechnungsjahres 1941/42 gab sie ihr Maschinenlager Wien-Lobau an die Zentral-Handelsgesellschaft Ost (ZHO) ab.
Nebenstellen waren nachgeordnete Dienststellen der Zweigstellen in den Kreisen, an deren Spitze ein Kreislandwirt stand. Nach dem Stand vom 27. Oktober 1941 gab es 80 Nebenstellen. Unter dem Kreislandwirt arbeiteten Bezirkslandwirte für Großbetriebe, Bezirkslandwirte für Klein- und Mittelbetriebe (zuständig für 100–1000 Betriebe), Betriebsleiter und Ortslandwirte, welche die Bezirkslandwirte in der Verwaltung der Klein- und Mittelbetriebe unterstützten.

## Aufgaben
Die Ostland GmbH war in Ostoberschlesien, Reichsgau Wartheland, Reichsgau Danzig-Westpreußen, Regierungsbezirk Zichenau mit Suwałki für die öffentliche Bewirtschaftung von landwirtschaftlichen Betrieben aus „nicht-volksdeutschem“ Privatbesitz sowie für die Verwaltung von Grundstücken auf dem Land zuständig.
Sie war treuhänderische Verwalterin der land- und forstwirtschaftlichen Betriebe, einschließlich „Zubehör und die Früchte sowie alle dem Betrieb oder Grundstück dienenden oder zugehörigen Rechte, Forderungen, Beteiligungen und Interessen aller Art“. Über das Eigentum an den Betrieben verfügte der Reichskommissar für die Festigung deutschen Volkstums (RKFDV), der Reichsführer SS Heinrich Himmler. Die der Gesellschaft zur Bewirtschaftung übergebenen Großbetriebe wurden durch einen Betriebsleiter, die Klein- und Mittelbetriebe meist durch polnische Landwirte bewirtschaftet.
Bereits in der ersten Zeit der Bewirtschaftung wurden Betriebe an die Wehrmacht abgegeben. Weiterhin wurden Betriebe den deutschen Siedlungsgesellschaften, die mit dem Aufbau und der Ausstattung der Umsiedlerbetriebe beauftragt waren, als sogenannte Stützpunktbetriebe überlassen. Betriebsabgaben erfolgten ebenfalls laufend an Kriegsversehrte und „Volksdeutsche“. Als Bewirtschafter kamen nur „volksdeutsche“ Bauern in Betracht, die das erforderliche Kapital und Inventar mitbrachten.
Die Gesellschaft hat von 1940 bis 1945 in den ins Deutsche Reich eingegliederten Ostgebieten landwirtschaftliche Betriebe mit Ländereien in einer Gesamtgröße von etwa sechs Millionen Hektar  bewirtschaftet. Die Erträge aus der Bewirtschaftung flossen in einen besonderen Bewirtschaftungsfond, aus dem der Reichsminister der Finanzen laufend Mittel in die Reichskasse abrief.

## Umbenennung
Nachdem im Jahr 1941 das Reichskommissariat Ostland gebildet worden war, ordnete der Reichsminister für Ernährung und Landwirtschaft (RMEL), Walther Darré, an, den Namen der Gesellschaft, der mit dem Kofferwort „Ostland“ abgekürzt wurde, in „Reichsgesellschaft für Landbewirtschaftung mbH (Reichsland)“ zu ändern. Der entsprechende Gesellschaftsbeschluss erfolgte am 22. Mai 1942, die Eintragung im Handelsregister am 28. Mai 1942.
Die Umbenennung der „Ostland“ in „Reichsland“ war auch dadurch motiviert, dass die Gesellschaft ab August 1940 auch Landbewirtschaftungsaufgaben im deutsch besetzten Nordosten Frankreichs übernahm, nördlich einer Linie, die etwa den Flüssen Maas, Aisne und Somme folgte.
Im besetzten Frankreich übernahm die „Ostland“ die Verwaltung über alle herrenlosen Bauernhöfe und landwirtschaftlichen Güter, die Kriegsgefangenen oder Flüchtlingen gehörten (die später an ihrer Rückkehr gehindert wurden) und schreckte dabei aber auch vor Beschlagnahmungen nicht zurück. Sie kontrollierte in Frankreich auf diese Weise 11 000 landwirtschaftliche Güter mit zusammen 170 000 Hektar Fläche; im Département Ardennes kontrollierte sie nahezu die Hälfte des Agrarlandes.

## Personal
Erster Geschäftsführer der „Reichsgesellschaft für Landbewirtschaftung in den eingegliederten Ostgebieten mbH“ („Reichsland“) in Berlin war vom 1. Mai 1940 bis zum 31. August 1944 der Ministerialdirektor im Reichsministerium für Ernährung und Landwirtschaft Johann Dietrich Lauenstein. Sein Nachfolger wurde der sächsische Landesbauernführer Hellmut Körner. Weitere Geschäftsführer waren der Ministerialrat im Reichsministerium für Ernährung und Landwirtschaft Dr. Hugo Berger (zuständig für die Landwirtschaft) und der kaufmännische Direktor Waldemar Erich Kraft (zuständig für die Verwaltung).

## Räumung und Abwicklung
Im Zuge der Kriegsereignisse mussten die Zweigstellen der Reichsland im Osten wie im Westen 1944/45 geräumt werden. Nach Luftangriffen auf Berlin wurde die Reichsland im Juli 1944 nach Schneidemühl verlagert. Am 20. April 1945 wurde in Ratzeburg eine Ausweichstelle, später Abwicklungsstelle errichtet.
Nach der bedingungslosen Kapitulation der deutschen Wehrmacht am 8./9. Mai 1945 übernahm Dr. Otto Hofer nach dem Geschäftsverteilungsplan für die Abwicklungsarbeiten vom 23. August 1945 die kommissarische Geschäftsführung der Reichsland. Die Reichsgesellschaft für Landbewirtschaftung mbH hat dann noch bis zum 23. September 1948, also mehr als drei Jahre nach Kriegsende, in Ratzeburg weitergearbeitet. Ihre hauptsächliche Aufgabe in der Nachkriegszeit bestand in der Erfassung und Verwertung des zurückgeführten Inventars von Betrieben und wurde im Wesentlichen von Beauftragten im Außendienst durchgeführt, die für einen oder mehrere Kreise zuständig waren. Außerdem löste die Abwicklungsstelle die noch bestehenden Arbeitsverhältnisse auf. Treuhänder der Reichsgesellschaft für Landbewirtschaftung, der aufgrund des Kontrollratsgesetzes Nr. 52 betreffend Sperre und Kontrolle von Vermögen unter Vermögenskontrolle stand, war in der britischen Zone Captain Kazimierz Bobinski. Sachwalter der Reichsgesellschaft für Landbewirtschaftung mbH in Berlin war Dr. Günter Klein. Neben der Abwicklungsstelle in Ratzeburg bestand eine weitere Abwicklungsstelle in Berlin-Charlottenburg, deren Geschäftsführer Emil Hosius war.
Am 24. September 1948 ging die treuhänderische Verwaltung und Abwicklung der Gesellschaft auf den Oberfinanzpräsidenten in Kiel über, der seinerseits das Finanzamt Ratzeburg damit beauftragte. Ungefähr 1953 übernahm die Bundesvermögensstelle Lübeck die restlichen Abwicklungsarbeiten, die 1959/60 abgeschlossen wurden.